# Graham-Paige
Graham-Paige (с 1930 года — Graham, Грэм-Пейдж, Грэм) — американская автомобилестроительная компания, производившая легковые автомобили, существовавшая с 1927 года по 1962 год. Штаб-квартира компании располагалась в Эвансвилле, штат Индиана, производство, в основном, в Детройте.

## История
Компания была основана братьями Грэм — Джозефом, Робертом и Рэем Остином на базе автомобильной компании Paige, которая была куплена 10 июня 1927 года за 4 миллиона долларов. Старший брат Джозеф становится президентом фирмы, средний, Роберт, вице-президентом, а младший — финансовым директором. Выпуск кузовов вёлся на базе также купленной Грэмами фирмы Wayne Body Company (Уэйн Боди Компани), двигатели поставляла, в основном, компания Continental Motors. С января 1928 года компания носила название Graham-Paige. Первоначально продолжался выпуск автомобилей линейки «Пейдж», в 1928 году началось производство новых моделей, отличавшихся объёмом моторов и длиной баз. Трёхзначная нумерация моделей означала число цилиндров двигателя (первая цифра) и длину базы в дюймах без первой единицы (две последние).
С 1930 года легковые автомобили компании выпускаются под названием Graham, под именем Paige было восстановлено производство грузовых автомобилей, свернутое в 1932 году, поскольку грузовики не пользовались спросом. В 1940 году фирма выпустила всего 2859 автомобилей и в сентябре того же года завод закрылся, оборудование было продано, но вскоре производство восстанавливается, фирма начинает изготавливать моторы и грузовую технику для нужд армии. В 1944 году контрольный пакет акций покупает Джозеф Вашингтон Фрейзер, бывший директор фирмы Willis и становится председателем правления Graham-Paige. После окончания войны возобновляется производства автомобилей, а 5 февраля 1947 года, компанию выкупает фирма Kaiser-Frazer, которая, в свою очередь, продала завод корпорации Chrysler. После продажи автомобильного отделения, фирма Graham-Paige продолжила деятельность в сфере недвижимости и только в 1962 году была переименована в Madison Square Garden Corporation.

## Галерея

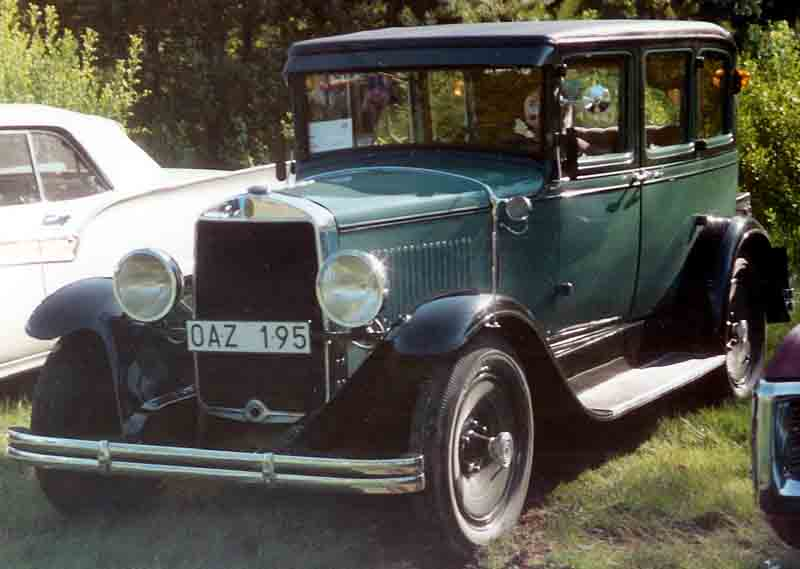
Graham-Paige Model 610, 4-х дверный седан 1928 года
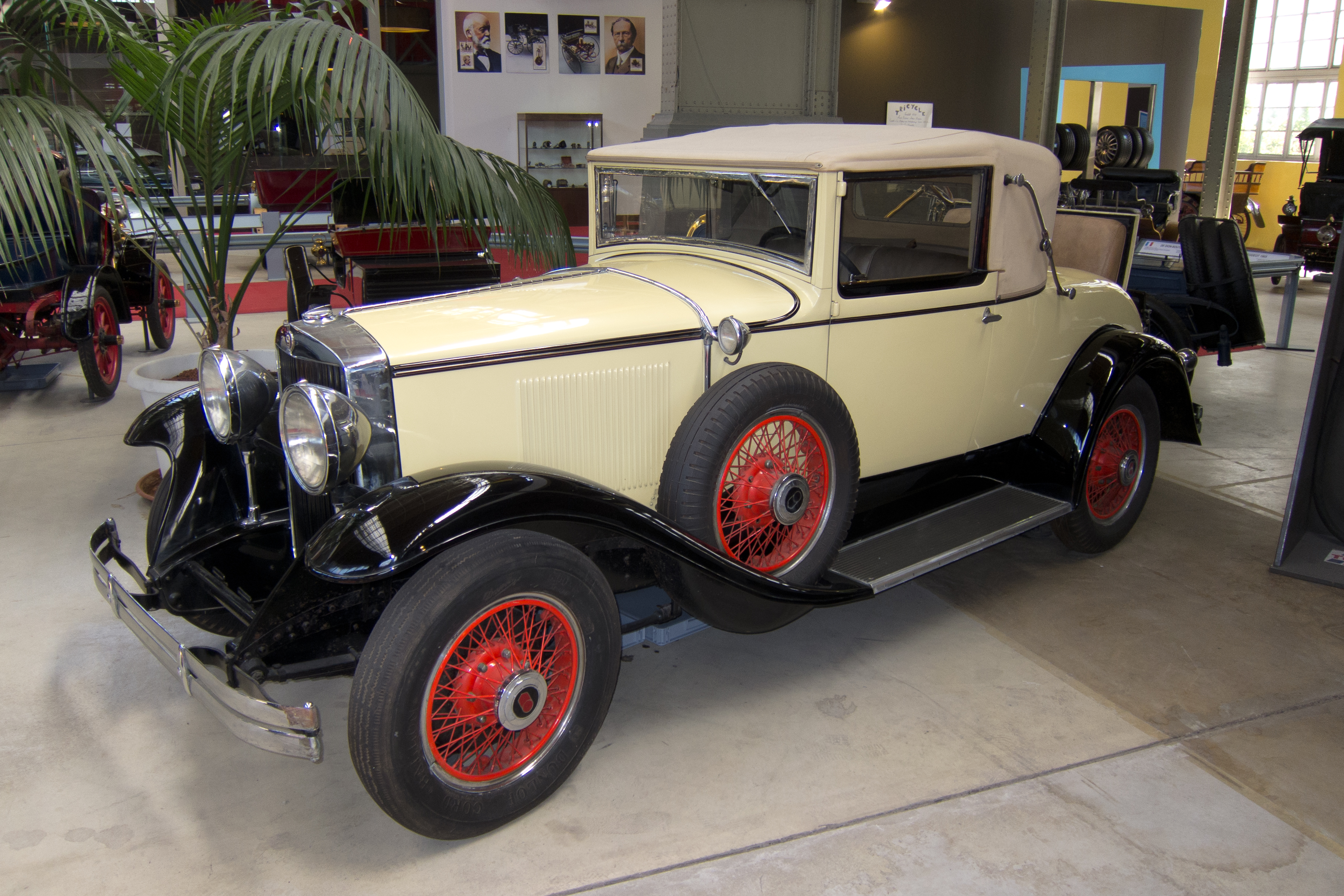
Graham-Paige 621 1929 года
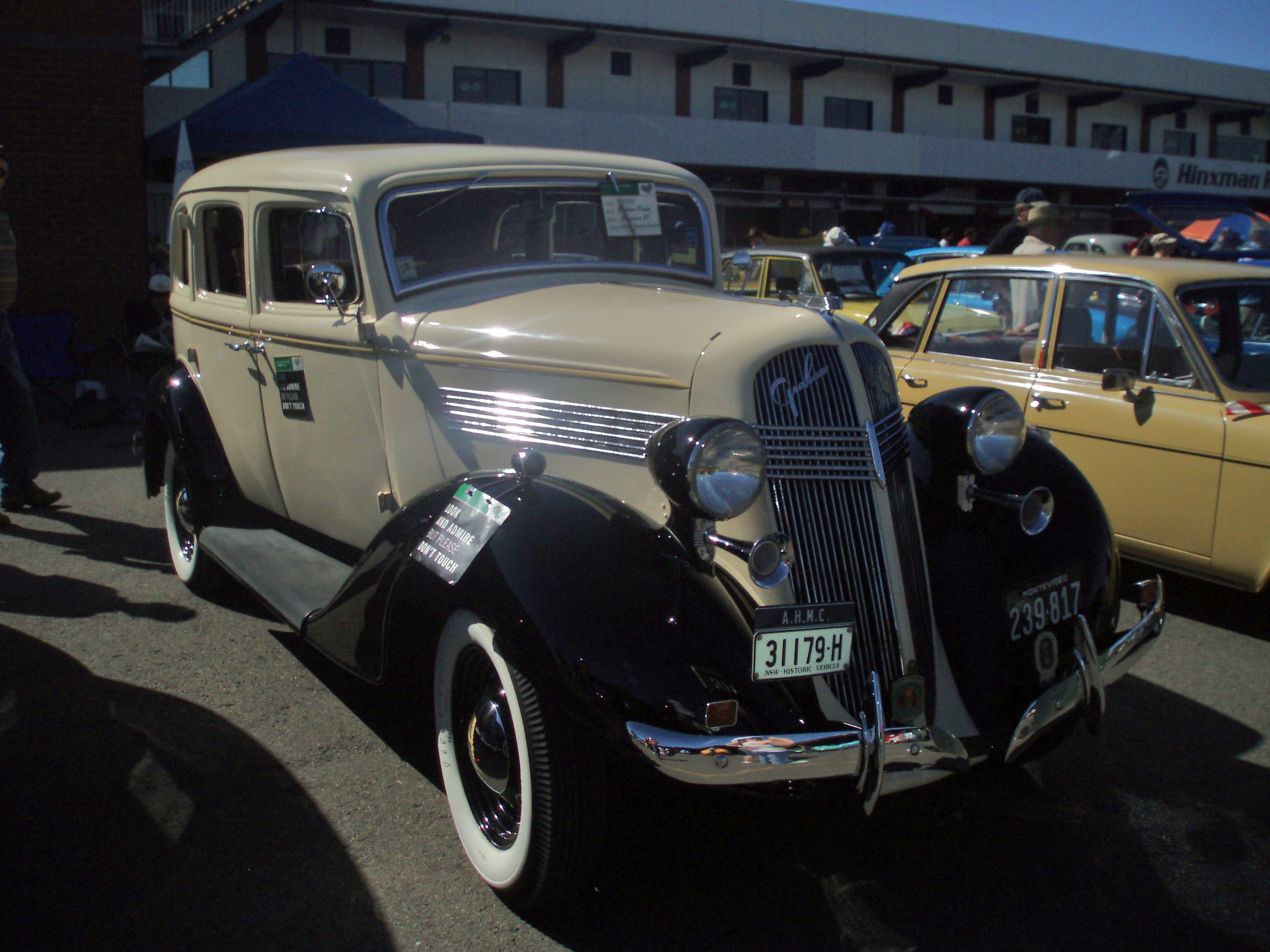
Graham Crusader 80, 1936 год
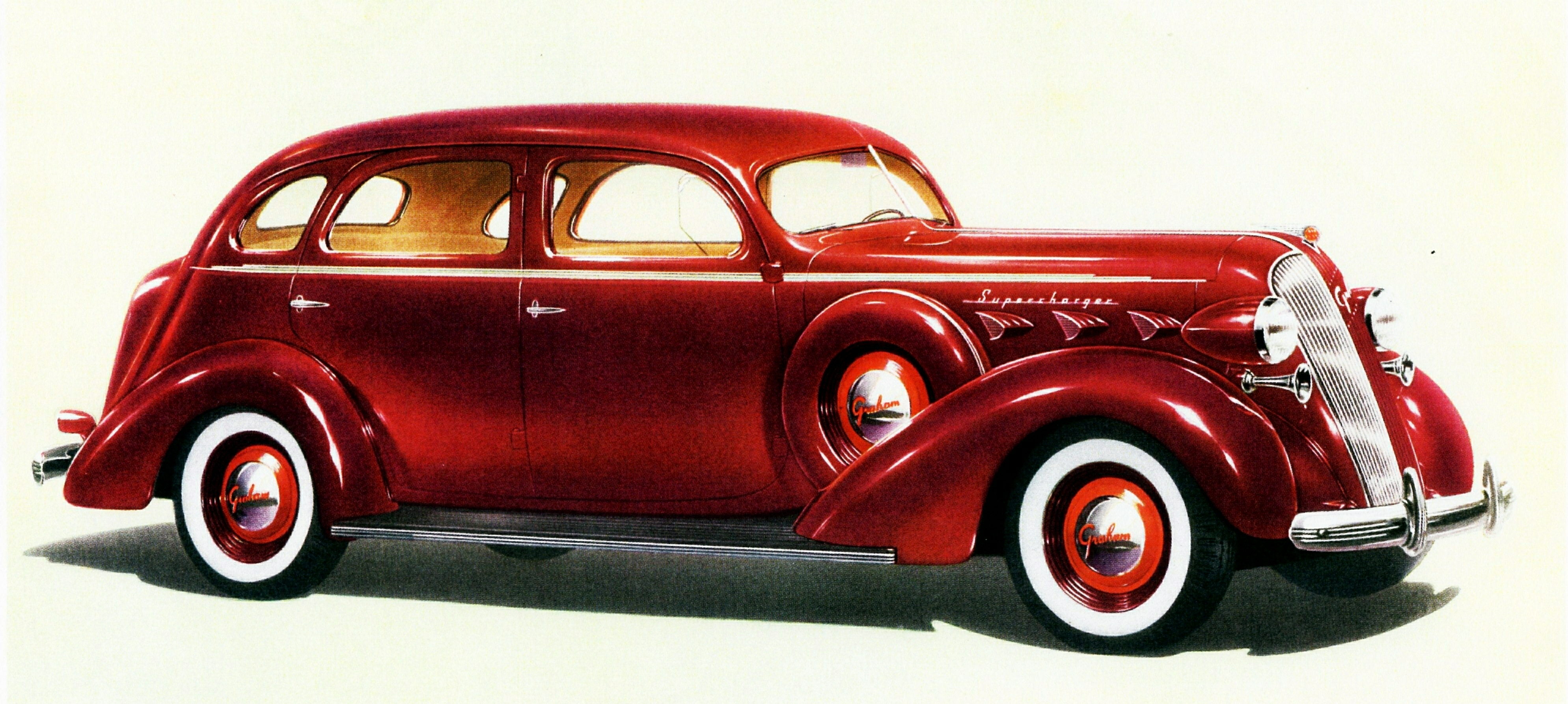
Graham Supercharger 120, 1937 год
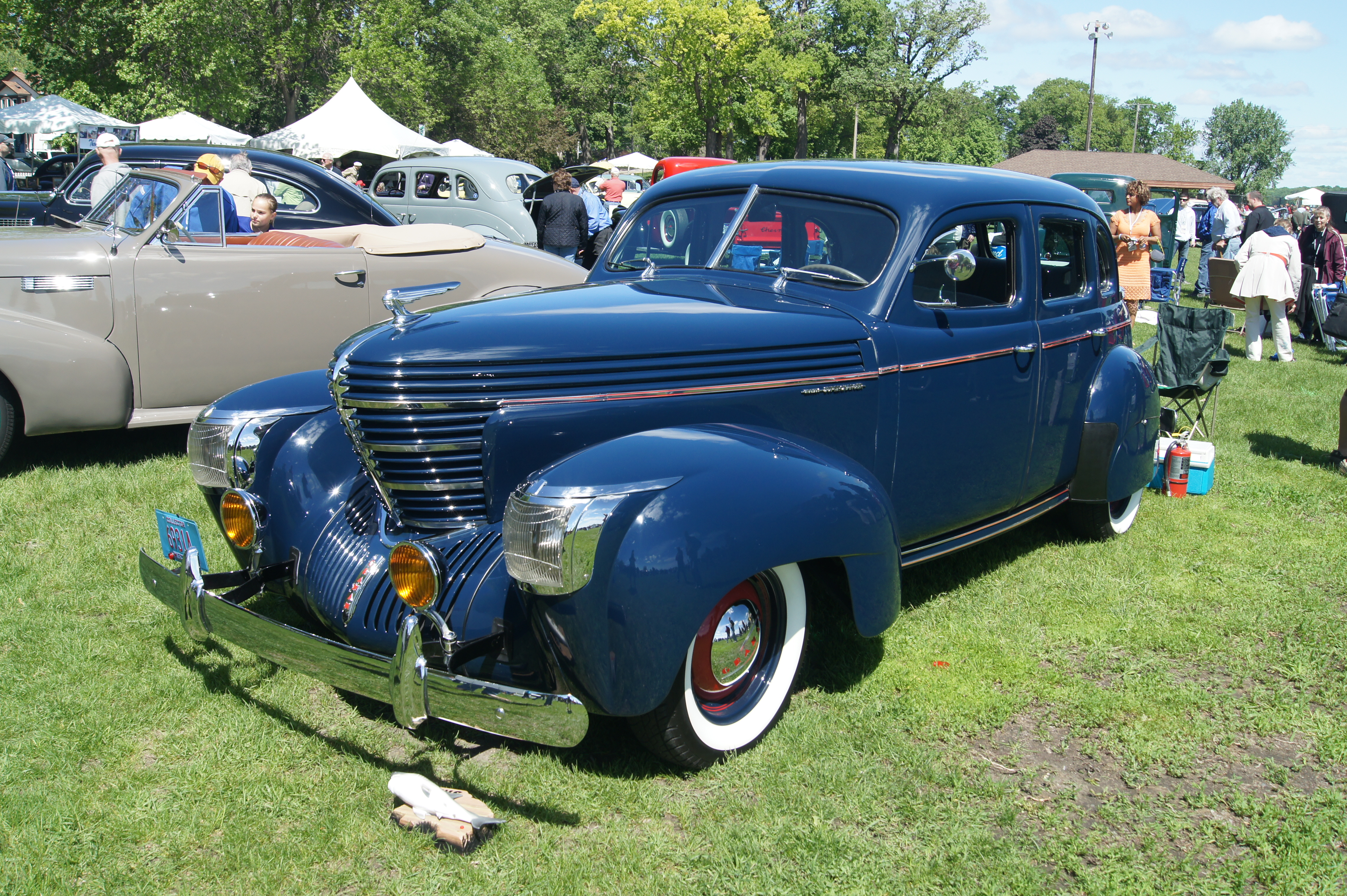
39 Graham Sedan «Акулий нос»
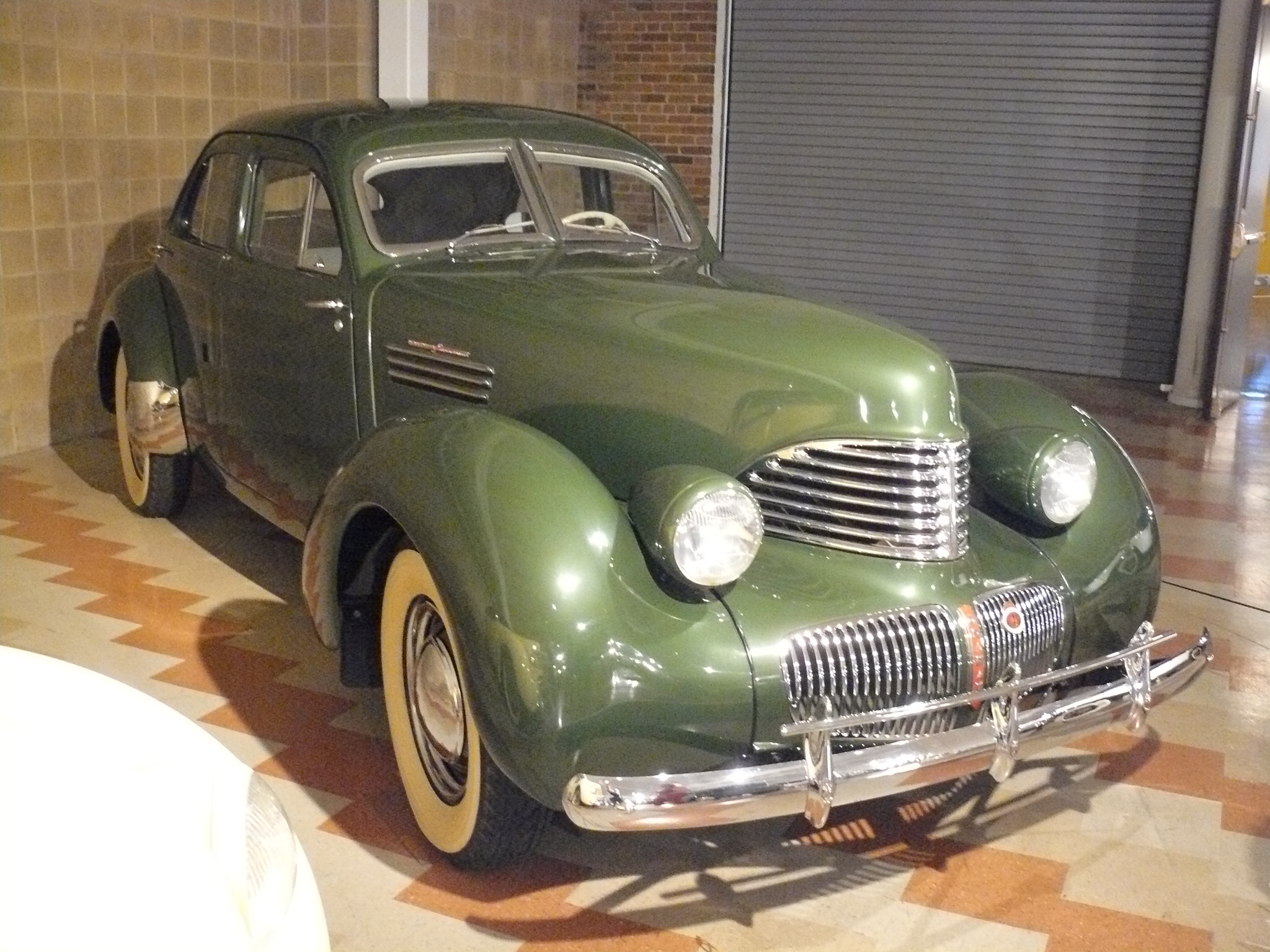
Graham Hollywood 109